# Le Morne-Rouge
Le Morne-Rouge är en ort och kommun i Martinique. Den ligger i den nordvästra delen av Martinique, 19 km norr om huvudstaden Fort-de-France.